# Genichi Taguchi
Genichi Taguchi (田口 玄一, Taguchi Gen'ichi) (Tokamachi,Japão;1 de janeiro de 1924 - 2 de junho de 2012) foi um engenheiro e estatístico. Da década de 1950 em diante, desenvolveu uma metodologia que utilizava a aplicação de métodos estatísticos objetivando melhorar a qualidade dos produtos manufaturados. Esses métodos geraram controvérsias entre alguns estudiosos mais convencionais, porém a inovação de Taguchi trouxe conceitos e extensões que representam o escopo deste conhecimento.

## Biografia
Taguchi iniciou seus estudos - essencialmente em engenharia têxtil - na cidade de Tokamachi, no intuito de entrar para o ramo de criação e desenvolvimento de quimonos da família. No entanto, com a eclosão da II Guerra Mundial, em 1942, ele foi convocado a participar no Departamento Astronômico do Instituto de Navegação da Marinha Imperial Japonesa.  
Após a guerra, em 1948, ele adentrou ao Ministério da Saúde Pública e Bem-Estar, no qual foi inserido sob a influência do notável estatístico Matosaburo Masuyama que acendeu o interesse de Taguchi por sua área de atuação. Graças a isso, posteriormente ele trabalhou no Instituto de Matemática Estatística.
Em 1950, ele aderiu à Electrical Communications Laboratory (ECL), da Nippon Telegraph and Telephone Corporation apenas no controle de qualidade estatística. Taguchi começava a tornar-se popular no Japão sob a influência de W. Edwards Deming e da União Japonesa de Cientistas e Engenheiros. Taguchi passou doze anos no desenvolvimento de métodos para o aumento na qualidade. Nesta altura, ele estava começando a dar consultoria a toda indústria japonesa, sendo inclusive o sistema Toyota influenciado por suas ideias.
Durante a década de 1950, ele colaborou amplamente para estudos da qualidade e, em 1954-1955 foi professor no Indian Statistical Institute, onde trabalhou com R. A. Fisher e Walter A. Shewhart.
Ao completar o seu doutorado na Universidade de Kyushu em 1962, ele deixou ECL. Em 1964 ele se tornou professor de engenharia na Universidade Aoyama Gakuin, em Tóquio. No ano de 1966 ele iniciou um trabalho com Yuin Wu, que mais tarde imigrou para os Estados Unidos e, em 1980 convidou Taguchi para palestrar. Durante a visita dele lá, Taguchi financiou seu retorno a Bell Labs onde seu ensino inicial teve um pequeno e duradouro impacto. Nesta segunda visita começou uma colaboração com Madhav Phadke e um crescente entusiasmo com sua metodologia na Bell Labs e em outro lugar, incluindo a Ford Motor Company.
De 1982 em diante, Genichi Taguchi, foi assessor da Japanese Standards Institute e diretor executivo do American Supplier Institute, uma organização internacional de consultoria. Seu filho, Shin Taguchi, é apontado como o seu sucessor na liderança do instituto.
Em 1990 recebeu do imperador japonês a Blue Ribbon Award pela sua contribuição para o desenvolvimento da indústria japonesa.
Taguchi, que foi o criador do movimento Robust Design, ganhou quatro vezes o Prêmio Deming, do Japão. Ele recebeu o primeiro destes prêmios de excelência pela sua contribuição para o desenvolvimento da estatística aplicada à qualidade. Taguchi é conhecido mundialmente através de vários autores como um dos "Gurus ou Notáveis da qualidade".

## Essencial da Obra - Função Perdas
O QFD (quality function deployment ou desdobramento da função qualidade) nasceu como uma evolução natural dos sistemas de qualidade no Japão, na medida em que seus especialistas procuravam desdobrar as características de qualidade de um produto por entre as funções que contribuíam para a qualidade da empresa, com o objetivo de garantir a qualidade do produto já na fase de projeto. Genichi Taguchi, recentemente popularizou o conceito da função perda, focalizando o impacto da variação da qualidade. Ele tem retratado a ideia de que a variação do alvo desejado acarreta perdas para a sociedade. 
Taguchi aponta que, mesmo o produto estando dentro dos limites de especificação, há um custo definido para a sociedade se a característica não está exatamente no valor nominal; quanto mais longe do nominal, maior o custo.
A qualidade de um produto não pode ser aperfeiçoada a menos que suas características possam ser identificadas e medidas. Dentro deste contexto, a variabilidade é uma característica importante de controle para o bom desempenho do produto.
Taguchi divide o processo de controle de qualidade em duas etapas - controle de qualidade "off-line" e "on-line".
A filosofia de Taguchi é relativa a todo o ciclo de produção desde o design até à transformação em produto acabado. Ele define a qualidade em termos das perdas geradas por esse produto para a sociedade. Essas perdas podem ser estimadas em função do tempo que compreende a fase de expedição de um produto até ao final da sua vida útil. São medidas em dólares de forma a permitir que os engenheiros comuniquem com os não especialistas através de uma linguagem comum. 

Para Genichi Taguchi a chave para reduzir as perdas não está na conformidade com as especificações, mas na redução da variância estatística em relação aos objetivos fixados. Uma empresa considera ter poupado cerca de 60 milhões de dólares, em apenas 18 meses, com a metodologia de Taguchi. Na sua opinião, a qualidade e o custo de um produto são determinados em grande medida pelo seu design e pelo seu processo de fabricação. 
O propósito geral do sistema total da qualidade é produzir um produto que seja robusto em relação a todos os fatores perturbadores. Robustez indica que características funcionais do produto não são sensíveis às variações sofridas por esses mesmos fatores. Com o objetivo de alcançar essa robustez, esforços de controle da qualidade devem começar na fase de projeto do produto e continuar durante as fases de engenharia da produção e fabricação.
O controle da qualidade na linha de produção se refere às atividades diárias para se controlar condições do processo, observando-se tanto características da qualidade de produtos como parâmetros de processos. Sabe-se que todos os processos estão sujeitos a derivas se controles não forem postos em prática. Portanto, o objetivo do controle da qualidade na linha de produção é fabricar produtos uniformes ajustando processos de acordo com informação obtida a respeito de processos e/ou de produtos fabricados. Baseada nesta informação, a produção deve ser planejada para minimizar a perda da qualidade ou o custo. Sem se controlar o processo, não é possível controlar a qualidade de um produto.

## Principais Obras
- Introduction to Quality Engineering, 1986.
- Taguchi Methods Orthogonal Arrays and Linear Graphs, 1987.
- Quality Engineering in Production Systems, 1988.
- Taguchi on Robust Technology Development, 1992.
- Taguchi Methods: Research and Development, 1993.
- Taguchi Methods: Design of Experiments, 1993.
- Taguchi Methods: On Line Productions, 1994.